# Premio World Soccer al mejor entrenador del mundo
El Premio World Soccer al mejor entrenador del mundo es un galardón que concede anualmente, desde 1982, la revista deportiva inglesa World Soccer, al mejor entrenador de fútbol del año. El premio se concede en función de las votaciones de los lectores de la revista, que valoran los méritos de todos los entrenadores del mundo, tanto si son entrenadores de clubes como de selecciones nacionales.
La revista también concede anualmente los premios al mejor jugador, el mejor equipo, mejor árbitro y al mejor jugador joven. 

## Historial
Nota: El sistema de votos ha ido variando a lo largo de los años, computándose de diferentes maneras y según números distintos de posibles galardonados, motivo de la disparidad del porcentaje de votos, siendo éste un mero cálculo estimativo según el número de finalistas.
| Año  | Ganador                      | País         | Equipo                                                 | Votos |
| ---- | ---------------------------- | ------------ | ------------------------------------------------------ | ----- |
| 1982 | Enzo Bearzot                 | Italia       | Selección de Italia                                    | 49%   |
| 1983 | Sepp Piontek                 | Alemania     | Selección de Dinamarca                                 | 29%   |
| 1984 | Michel Hidalgo               | Francia      | Selección de Francia                                   | 30%   |
| 1985 | Terry Venables               | Inglaterra   | F. C. Barcelona                                        | 30%   |
| 1986 | Guy Thys                     | Bélgica      | Selección de Bélgica                                   | 15%   |
| 1987 | Johan Cruyff                 | Países Bajos | Ajax Ámsterdam                                         | 25%   |
| 1988 | Rinus Michels                | Países Bajos | Selección de Países Bajos Bayer Leverkusen             | 48%   |
| 1989 | Arrigo Sacchi                | Italia       | AC Milan                                               | 42%   |
| 1990 | Franz Beckenbauer            | Alemania     | Selección de Alemania Occidental Olympique de Marsella | 53%   |
| 1991 | Michel Platini               | Francia      | Selección de Francia                                   | 42%   |
| 1992 | Richard Møller Nielsen       | Dinamarca    | Selección de Dinamarca                                 | 28%   |
| 1993 | Alex Ferguson                | Escocia      | Manchester United                                      | 21%   |
| 1994 | Carlos Alberto Parreira      | Brasil       | Selección de Brasil                                    | 17%   |
| 1995 | Louis van Gaal               | Países Bajos | Ajax Ámsterdam                                         | 42%   |
| 1996 | Berti Vogts                  | Alemania     | Selección de Alemania                                  | 28%   |
| 1997 | Ottmar Hitzfeld              | Alemania     | Borussia Dortmund                                      | 17%   |
| 1998 | Arsène Wenger                | Francia      | Arsenal F. C.                                          | 28%   |
| 1999 | Alex Ferguson                | Escocia      | Manchester United F. C.                                | 61%   |
| 2000 | Carlos Bianchi               | Argentina    | Boca Juniors                                           | 18%   |
| 2001 | Gérard Houllier              | Francia      | Liverpool F. C.                                        | 28%   |
| 2002 | Guus Hiddink                 | Países Bajos | Selección de Corea del Sur PSV Eindhoven               | 28%   |
| 2003 | Carlo Ancelotti              | Italia       | A. C. Milan                                            | 20%   |
| 2004 | José Mourinho                | Portugal     | F. C. Oporto Chelsea F. C.                             | 36%   |
| 2005 | José Mourinho                | Portugal     | Chelsea F. C.                                          | 34%   |
| 2006 | Marcello Lippi               | Italia       | Selección de Italia                                    | 35,7% |
| 2007 | Alex Ferguson                | Escocia      | Manchester United F. C.                                | 26,4% |
| 2008 | Alex Ferguson                | Escocia      | Manchester United F. C.                                | 37,8% |
| 2009 | Josep Guardiola              | España       | F. C. Barcelona                                        | 62.1% |
| 2010 | José Mourinho                | Portugal     | F. C. Internazionale                                   | 48.3% |
| 2011 | Josep Guardiola              | España       | F. C. Barcelona                                        | 33,1% |
| 2012 | Vicente Del Bosque           | España       | Selección de España                                    | 33,1% |
| 2013 | Jupp Heynckes                | Alemania     | F. C. Bayern de Múnich                                 | 70,5% |
| 2014 | Joachim Löw                  | Alemania     | Selección de Alemania                                  | 43,6% |
| 2015 | Luis Enrique Martínez García | España       | F. C. Barcelona                                        | 33%   |
| 2016 | Claudio Ranieri              | Italia       | Leicester City F. C.                                   | 51%   |
| 2017 | Zinedine Zidane              | Francia      | Real Madrid C. F.                                      | 56%   |
| 2018 | Didier Deschamps             | Francia      | Selección de Francia                                   | 53%   |
| 2019 | Jürgen Klopp                 | Alemania     | Liverpool F. C.                                        |       |
| 2020 | Hansi Flick                  | Alemania     | Bayern de Múnich                                       |       |
| 2021 | Roberto Mancini              | Italia       | Selección de Italia                                    |       |
| 2022 | Lionel Scaloni               | Argentina    | Selección de Argentina                                 |       |
| 2023 | Josep Guardiola              | España       | Manchester City F. C.                                  |       |

## Los mejores entrenadores de todos los tiempos (2013)

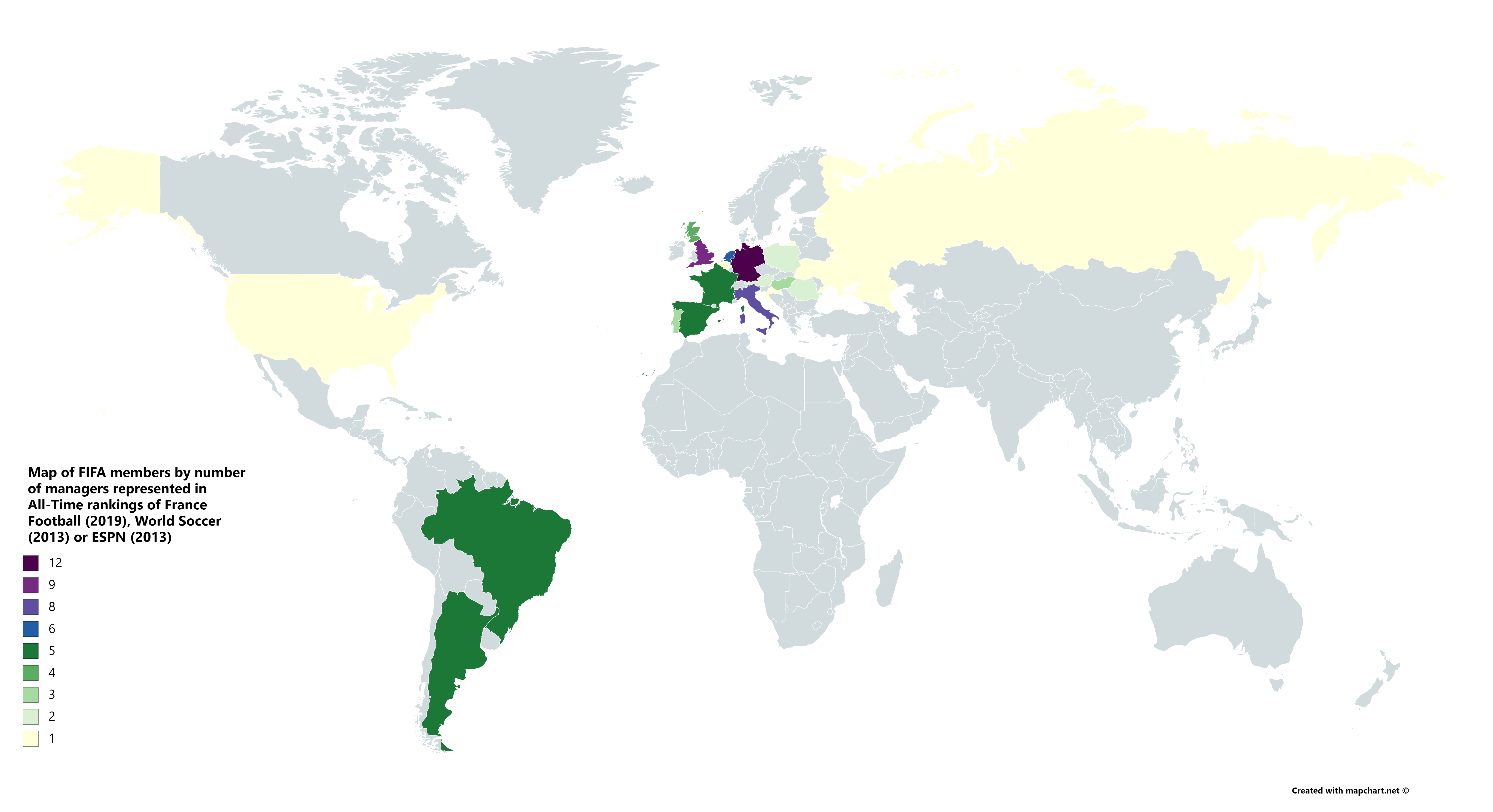
Mapa de miembros de la FIFA por número de entrenadores clasificados por France Football (2019), World Soccer (2013) o ESPN (2013)

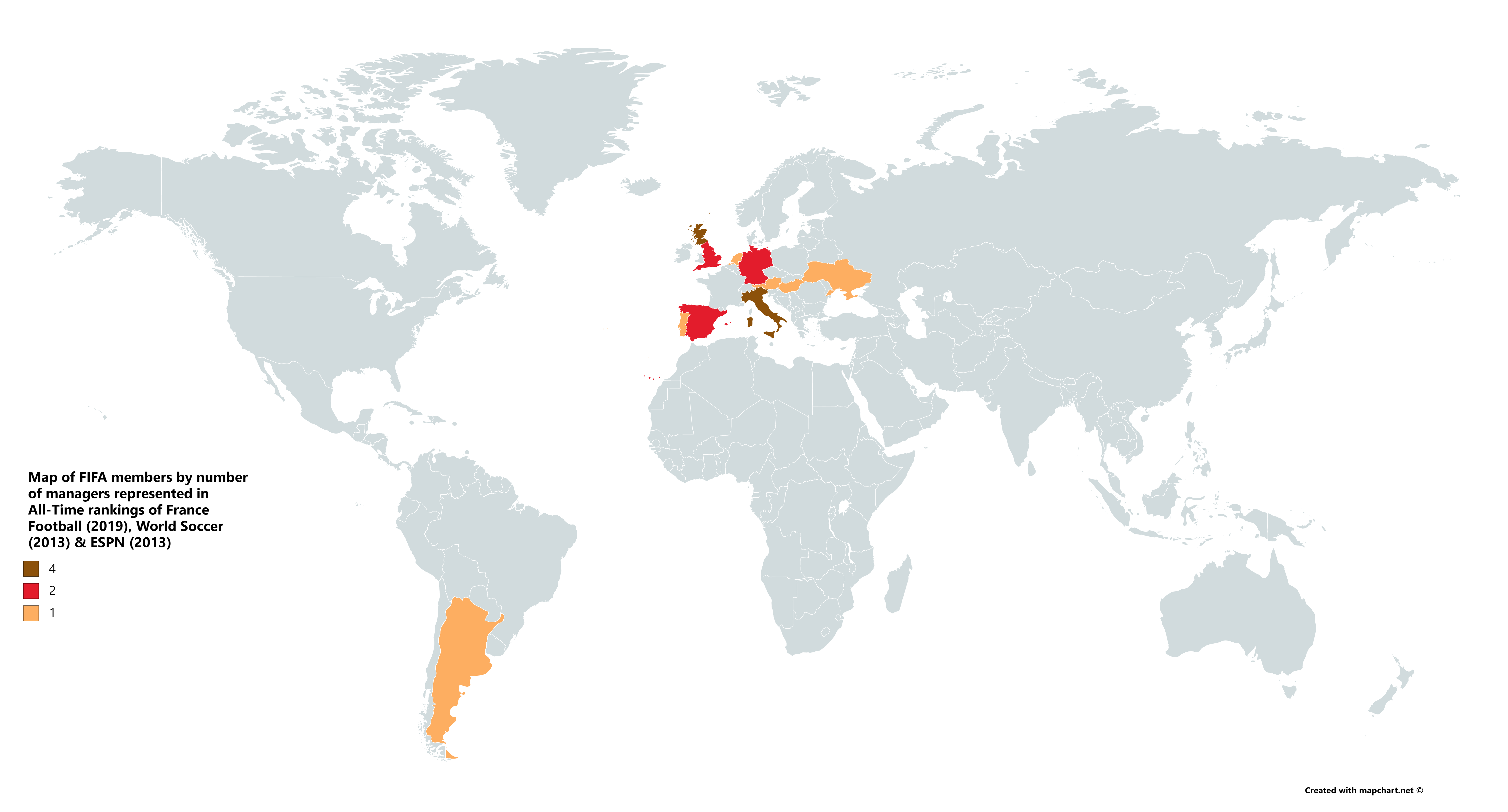
Mapa de miembros de la FIFA por número de entrenadores clasificados por France Football (2019), World Soccer (2013) y ESPN (2013)

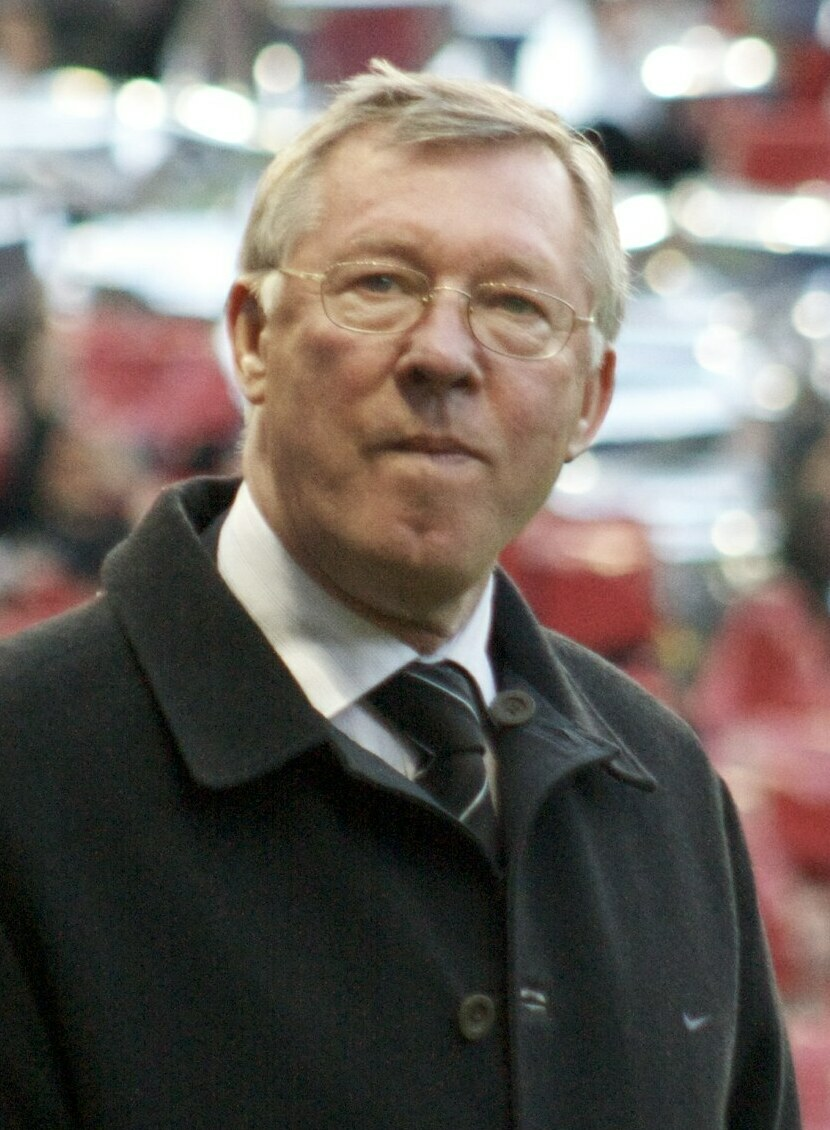
Alex Ferguson
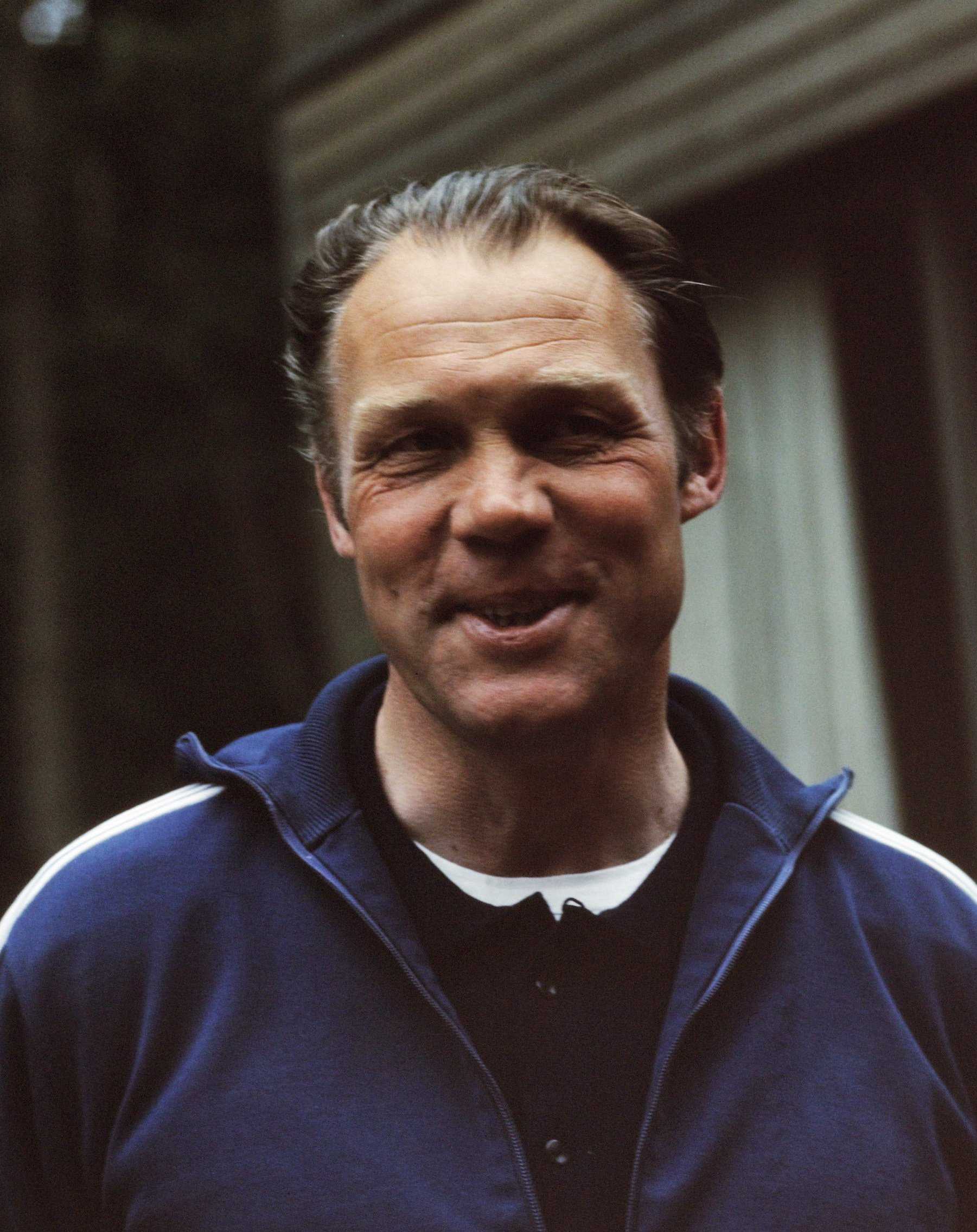
Rinus Michels
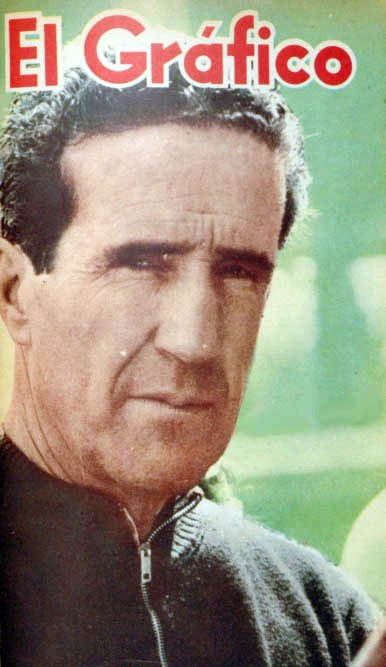
Helenio Herrera
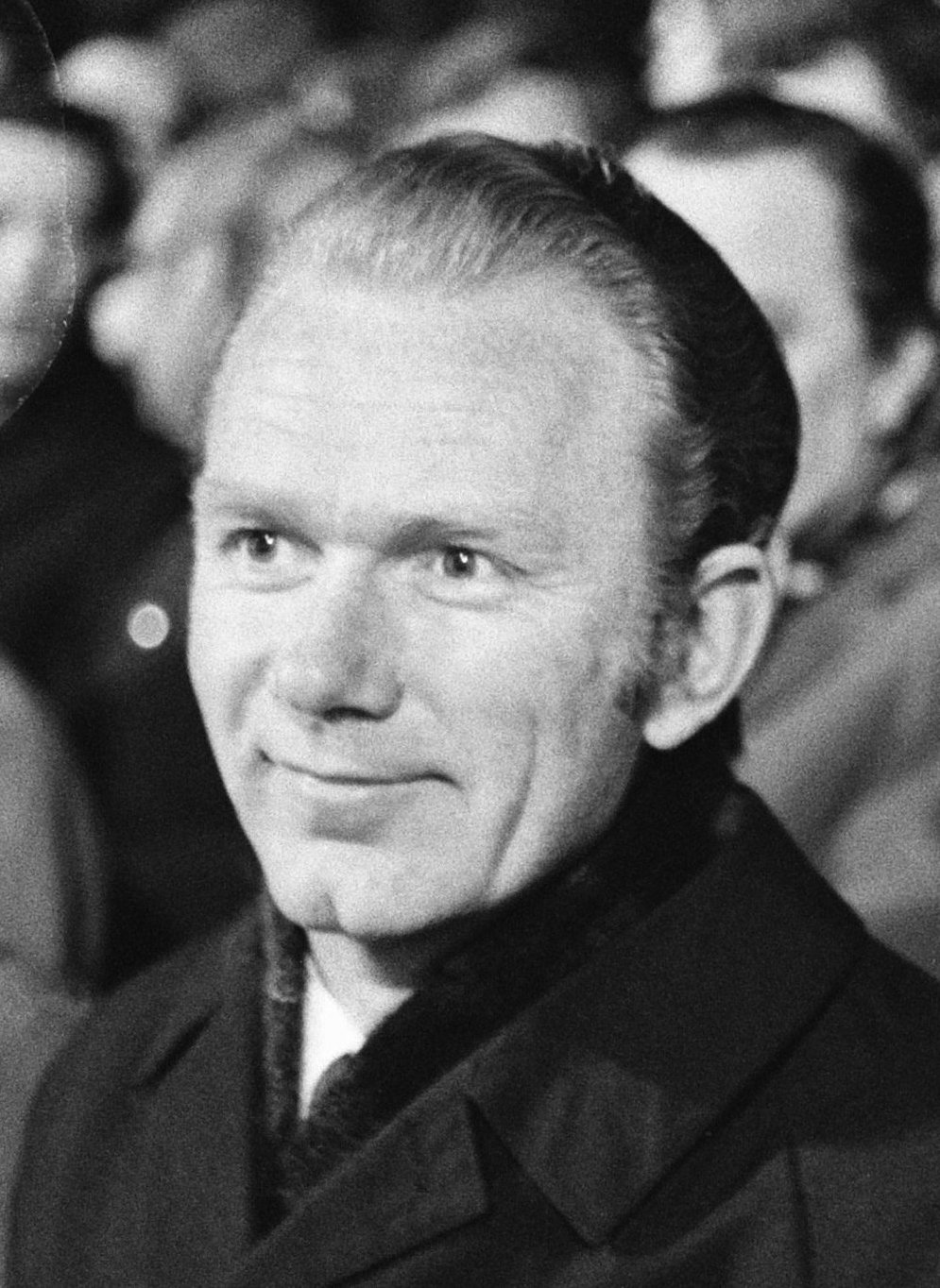
Valeri Lobanovski

(Publicado en julio de 2013)
Keys
Los entrenadores marcados en negrita son clasificados por World Soccer, France Football y ESPN
     Entrenadores clasificados entre los 10 mejores por World Soccer, France Football y ESPN
| Pos. | Entrenador          | Años                                                          | Equipos notables                                                                             | Votos | % de votos |
| ---- | ------------------- | ------------------------------------------------------------- | -------------------------------------------------------------------------------------------- | ----- | ---------- |
| 1    | Sir Alex Ferguson   | 1974-2013                                                     | Aberdeen, Selección de Escocia, Manchester United                                            | 49    | 66.22%     |
| 2    | Rinus Michels       | 1960-1992                                                     | AFC Ajax, Barcelona, Selección de los Países Bajos                                           | 46    | 62.16%     |
| 3    | José Mourinho       | 2000-                                                         | Porto, Chelsea, Inter de Milán, Real Madrid, Manchester United, Roma                         | 21    | 28.38%     |
| 4    | Helenio Herrera     | 1944-1970, 1973-1981                                          | Sevilla, Atlético Madrid, Barcelona, Inter de Milán, Roma                                    | 19    | 25.68%     |
| 5    | Pep Guardiola       | 2007-                                                         | Barcelona, Bayern de Múnich, Manchester City                                                 | 18    | 24.32%     |
| 6    | Arrigo Sacchi       | 1985-1999, 2001                                               | Parma, Milan, Selección de Italia, Atlético Madrid                                           | 15    | 20.27%     |
| 7    | Valeri Lobanovski   | 1969-2002                                                     | Dnipro, Dynamo Kiev, Selección de la Unión Soviética                                         | 14    | 18.92%     |
| 8    | Bob Paisley         | 1974-1983                                                     | Liverpool                                                                                    | 12    | 16.22%     |
| 9    | Herbert Chapman     | 1907-1918, 1921-1934                                          | Leeds City, Huddersfield Town, Arsenal                                                       | 9     | 12.16%     |
| 9    | Béla Guttmann       | 1933-1939, 1945-1951, 1953-1962, 1964-1967, 1973              | Milan, São Paulo, Porto, Benfica, Peñarol                                                    | 9     | 12.16%     |
| 9    | Ernst Happel        | 1962-1992                                                     | Feyenoord, Sevilla, Selección de los Países Bajos, Hamburger SV                              | 9     | 12.16%     |
| 9    | Mário Zagallo       | 1966-1991, 1994-2001                                          | Botafogo, Flamengo, Selección de Brasil, Vasco da Gama                                       | 9     | 12.16%     |
| 13   | Vittorio Pozzo      | 1912-1922, 1924-1926, 1929-1948                               | Selección de Italia, Torino, Milan                                                           | 8     | 10.81%     |
| 13   | Vicente del Bosque  | 1987-1990, 1994, 1996, 1999-2005, 2008-2016                   | Real Madrid, Beşiktaş, Selección de España                                                   | 8     | 10.81%     |
| 13   | Marcello Lippi      | 1982-2006, 2008-2010, 2012-2014, 2016-                        | Napoli, Juventus, Inter de Milán, Selección de Italia, Guangzhou Evergrande                  | 8     | 10.81%     |
| 13   | Telê Santana        | 1969-1996                                                     | Atlético Mineiro, São Paulo, Botafogo, Flamengo, Selección de Brasil                         | 8     | 10.81%     |
| 17   | Brian Clough        | 1965-1993                                                     | Derby County, Leeds United, Nottingham Forest                                                | 7     | 9.46%      |
| 18   | Ottmar Hitzfeld     | 1983-2004, 2007-2014                                          | Borussia Dortmund, Bayern de Múnich, Selección de Suiza                                      | 6     | 8.11%      |
| 19   | Sepp Herberger      | 1930-1942, 1945-1946, 1950-1964                               | Selección de Alemania, Eintracht Frankfurt                                                   | 5     | 6.76%      |
| 19   | Bill Shankly        | 1949-1974                                                     | Huddersfield Town, Liverpool                                                                 | 5     | 6.76%      |
| 19   | Giovanni Trapattoni | 1974-2013                                                     | Milan, Inter de Milán, Juventus, Bayern de Múnich, Fiorentina, Selección de Italia           | 5     | 6.76%      |
| 22   | César Luis Menotti  | 1970, 1972-1984, 1986-1994, 1996-1999, 2002, 2004, 2006, 2007 | Selección de Argentina, Barcelona, Atlético Madrid, Boca Juniors, Independiente, River Plate | 4     | 5.41%      |
| 23   | Enzo Bearzot        | 1964-1986                                                     | Selección de Italia                                                                          | 3     | 4.05%      |
| 23   | Jimmy Hogan         | 1910-1912, 1914-1921, 1924, 1924-1927, 1931-1939              | MTK Budapest, Selección de los Países Bajos, Fulham, Aston Villa                             | 3     | 4.05%      |
| 23   | Hennes Weisweiler   | 1948-1983                                                     | Borussia Mönchengladbach, Barcelona, 1. FC Köln                                              | 3     | 4.05%      |
| 23   | Helmut Schön        | 1952-1984                                                     | Selección de Alemania                                                                        | 3     | 4.05%      |
| 23   | Fabio Capello       | 1991-2015, 2017-2018                                          | Milan, Real Madrid, Roma, Juventus, Selección de Inglaterra                                  | 3     | 4.05%      |
| 28   | Franz Beckenbauer   | 1984-1991, 1993-1994, 1996                                    | Selección de Alemania, Bayern de Múnich, Marsella                                            | 2     | 2.70%      |
| 28   | Carlos Bilardo      | 1971, 1973-1993, 1996, 1998-2000, 2003-2004                   | Estudiantes, Selección de Colombia, Selección de Argentina, Sevilla, Boca Juniors            | 2     | 2.70%      |
| 28   | Johan Cruyff        | 1985-1996                                                     | AFC Ajax, Barcelona                                                                          | 2     | 2.70%      |
| 28   | Vicente Feola       | 1937-1942, 1947-1950, 1955-1956, 1958, 1959, 1961, 1966       | São Paulo, Selección de Brasil, Boca Juniors                                                 | 2     | 2.70%      |
| 28   | Alf Ramsey          | 1955-1974, 1977-1978                                          | Ipswich Town, Selección de Inglaterra                                                        | 2     | 2.70%      |
| 28   | Gusztáv Sebes       | 1940-1946, 1949-1957                                          | Selección de Hungría                                                                         | 2     | 2.70%      |
| 28   | Jock Stein          | 1960-1985                                                     | Celtic Glasgow, Selección de Escocia, Leeds United                                           | 2     | 2.70%      |
| 28   | Luiz Felipe Scolari | 1982-                                                         | Selección de Brasil, Selección de Portugal, Grêmio, Palmeiras, Chelsea                       | 2     | 2.70%      |

Los siguientes gerentes solo recibieron un voto (1.35%):
- Luis Aragonés
- Leo Beenhakker
- Matt Busby
- Jack Charlton
- Kazimierz Górski
- Jupp Heynckes
- Gérard Houllier
- Tomislav Ivić
- Ștefan Kovács
- Udo Lattek
- Hugo Meisl
- Otto Rehhagel
- Carlos Alberto Parreira
- Antoni Piechniczek
- Nereo Rocco
- Árpád Weisz
- Arsène Wenger
- Walter Winterbottom